# Hisa-I-Awali Bihsud (huyện)
Hisa-i-Awali Bihsud là một huyện thuộc tỉnh Vardak, Afghanistan. Dân số thời điểm năm 1999 là 36,903 người.